# Бехам, Бартель
Бартель Бехам (нем. Barthel Beham; 1502, Нюрнберг — 1540) — немецкий живописец, рисовальщик и гравёр эпохи Северного Возрождения. Ученик и последователь Альбрехта Дюрера, кляйнмайстер. Младший брат художника Ханса Зебальда Бехама.

## Биография
Бартель Бехам родился в городе Нюрнберге. В мастерскую Альбрехта Дюрера поступил несколько позднее старшего брата Ханса Зебальда. Его первые гравюры, датированные 1520 годом, несут печать подражания Дюреру и старшему брату.
Как и многие художники его времени, Бартель Бехам был сторонником Реформации, но обличал «реакционную сущность лютеранства» . Осенью 1524 года он вместе с братом и другим учеником Дюрера, Георгом Пенцем вошёл в заговорщический кружок, образовавшийся вокруг реформаторского теолога Томаса Мюнцера. В это время Мюнцер хотел напечатать в Нюрнберге свою «защитную речь» против Мартина Лютера. Художники Георг Пенц, Бартель и Зебальд Бехамы должны были обеспечить поддержку «оборонительной речи» своими гравюрами. Однако их заговорщические встречи были раскрыты, и трое художников вместе с директором Нюрнбергской школы Гансом Денком, в доме которого они проходили, 12 января 1525 года были заключены в тюрьму. На допросе Бартель вёл себя очень грубо и высокомерно.
Постановлением от 26 января «три безбожных художника» были высланы из города за свои «безбожные взгляды» и за «разжигание революционного брожения в народе».
Бартель Бехам вернулся в Нюрнберг всего восемь месяцев спустя. Однако вскоре он покинул город и переехал в Мюнхен. Здесь он сначала работал в мастерской Вольфганга Мюлиха, а в 1527 году поступил на службу придворным художником к герцогу Вильгельму IV Баварскому, ярому противнику Реформации, но гуманистически настроенному покровителю искусства и художников. Особые способности Бехама как портретиста вскоре получили признание, что принесло ему многочисленные заказы от двора и мюнхенской аристократии. В 1530 году он написал картину, изображающую императора Карла V и его брата, короля Фердинанда Венгерского и Богемского, во время их торжественного въезда в Мюнхен. С 1530 по 1535 год он, по поручению герцога Вильгельма IV, создал так называемую большую серию Виттельсбахов — серию из 14 семейных портретов, — начав с портрета соправителя и младшего брата герцога Людовика X. Особенно он отличился как гравёр.
«Бартель был более талантлив, чем его старший брат, но его искусство было лишено социальной направленности Зебальда», — писал М. Я. Либман. Этим именно Бартель был ближе всех кляйнмайстеров к Дюреру. «Совсем ещё молодым художником он создал одну из самых прелестных гравюр немецкого Ренессанса — крошечного „Гения, летящего на шаре по воздуху“ (1520). Уже в Мюнхене Бартель гравирует известную „Мадонну у окна“, напоминающую, скорее, молодую мать-горожанку, кормящую младенца. Религиозный сюжет получил чисто светскую трактовку» .
С переездом ко двору баварских герцогов Бартель обратился к живописи. В 1540 году герцог отправил своего придворного художника в Италию. В Риме он работал в мастерской гравёра Маркантонио Раймонди, сотрудника Рафаэля. Отсюда в его творчестве антикизирующие и итальянские мотивы.
Художник скончался в Италии после непродолжительной болезни в возрасте тридцати восьми лет.

## Галерея

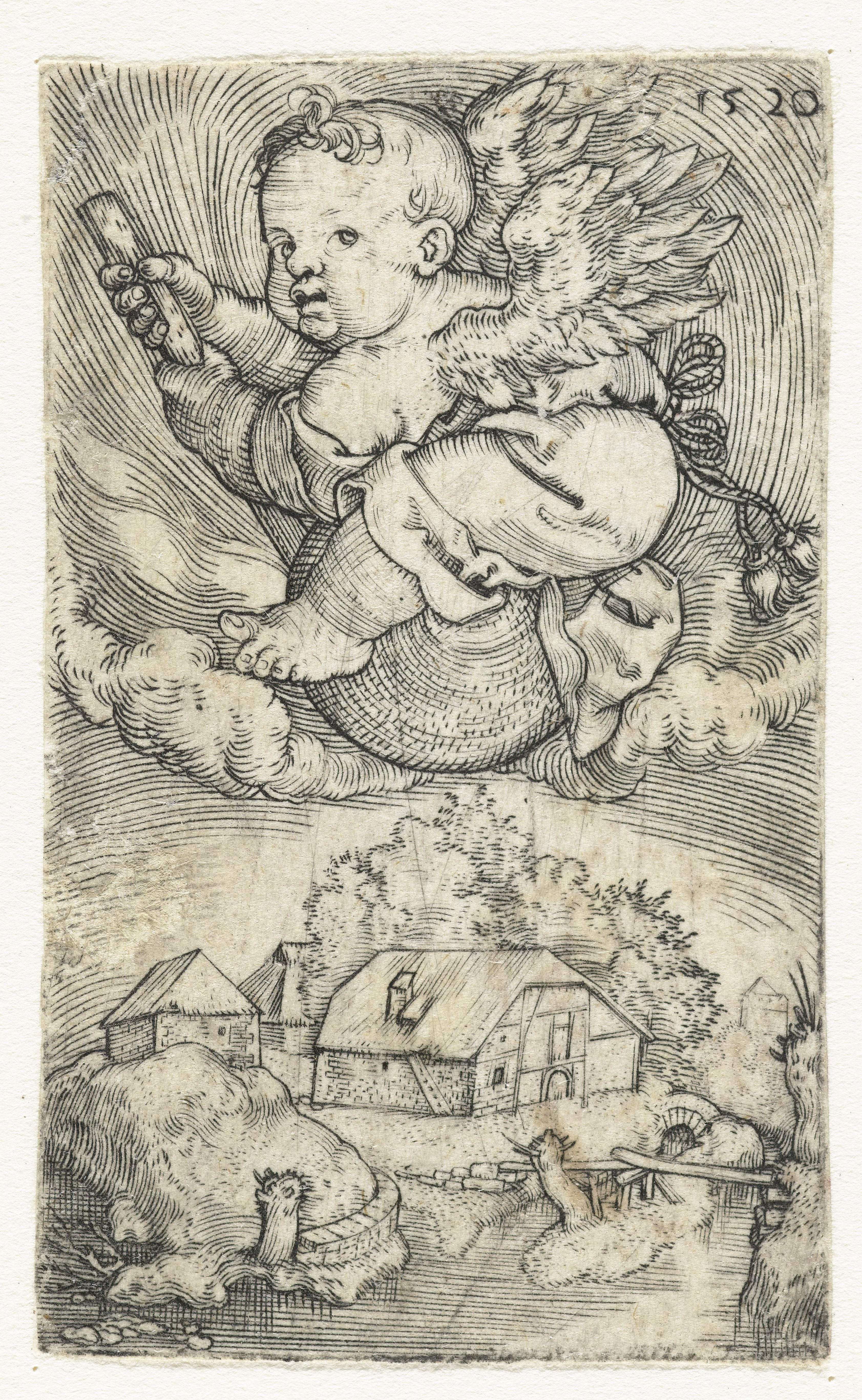
Маленький гений, летящий на шаре. 1520. Гравюра резцом на меди
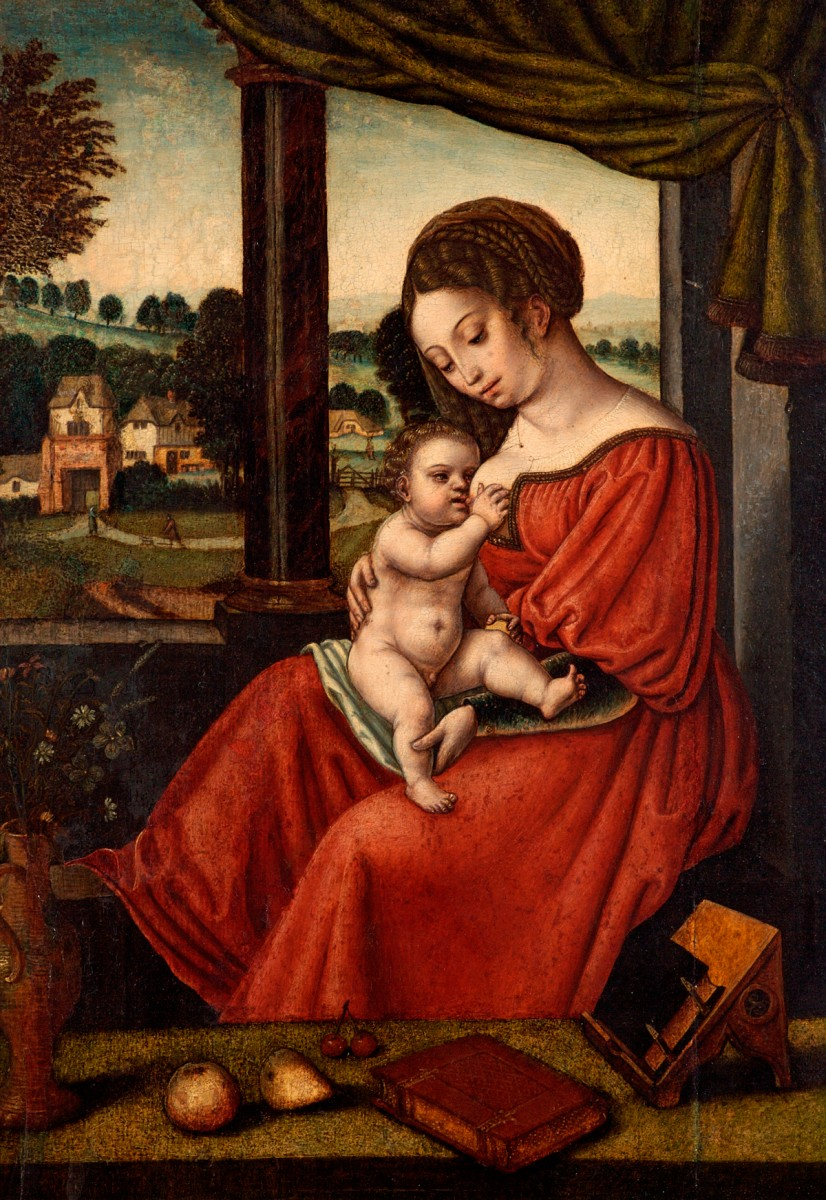
Мадонна с Младенцем у окна. Между 1530 и 1550. Дерево, масло. Холбёрн, Бат, Великобритания
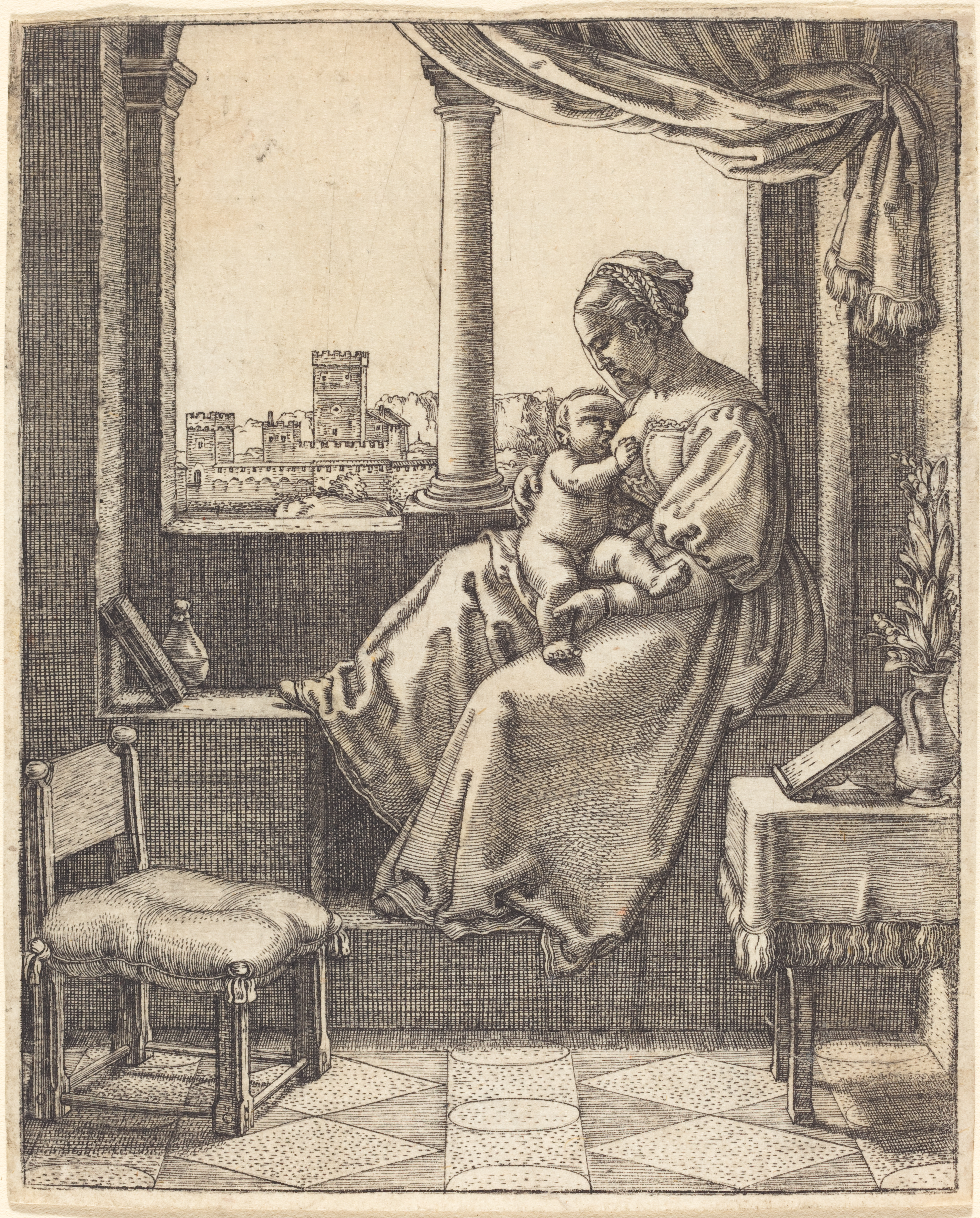
Мадонна у окна. Между 1502 и 1540. Гравюра резцом на меди
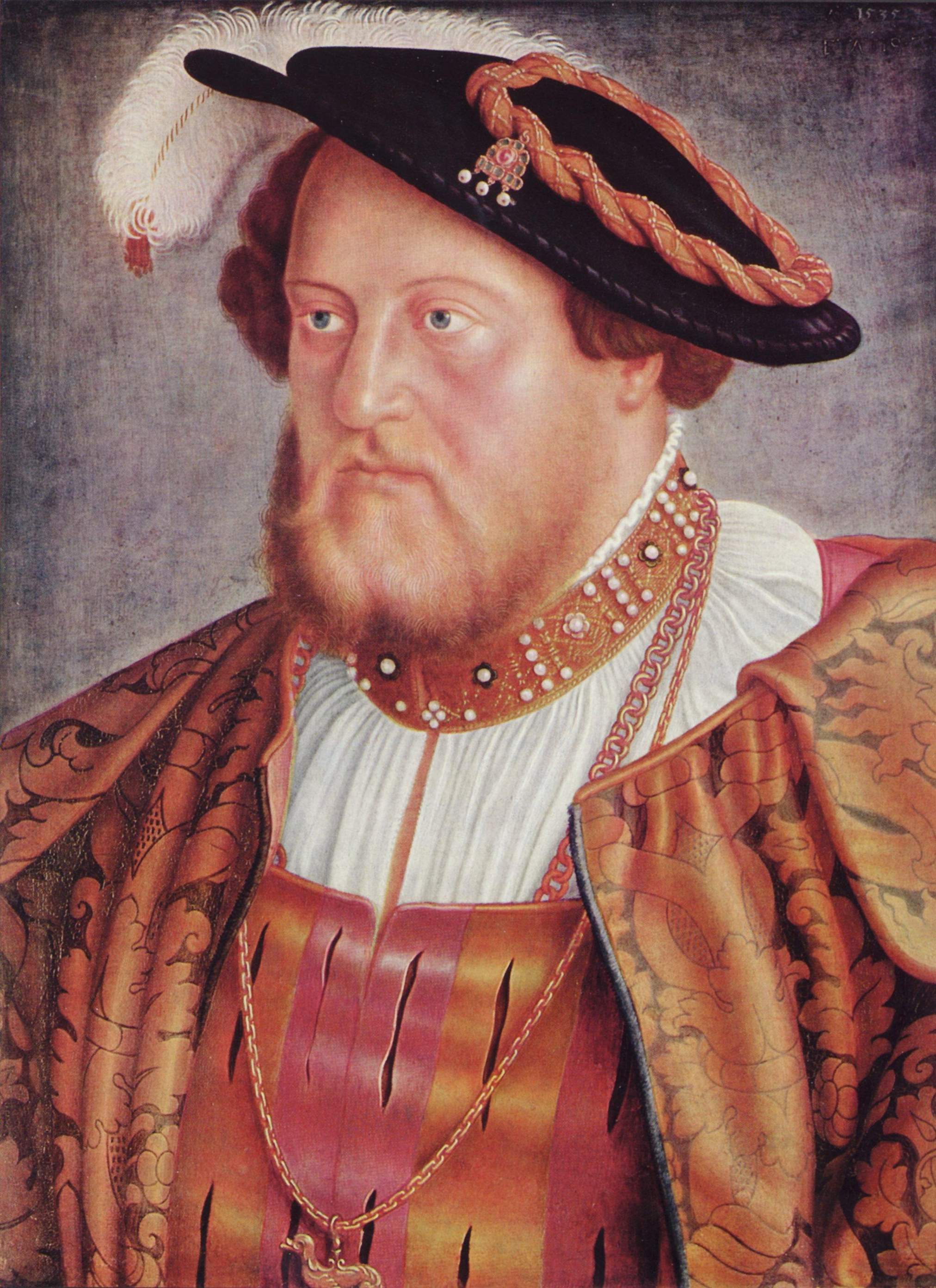
Портрет Отто Генриха, принца Пфальца. 1535. Дерево, масло. Старая пинакотека, Мюнхен
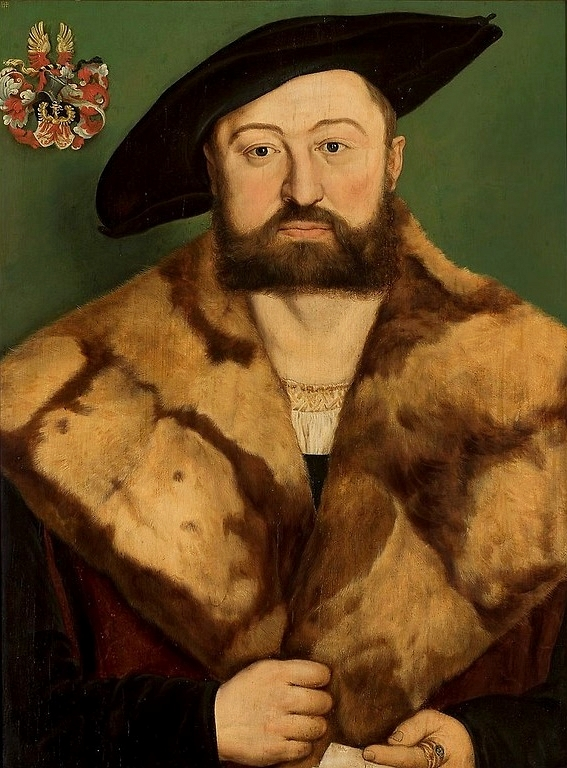
Портрет ювелира. Йорга Герца. Ок. 1525. Дерево, масло. Национальный музей, Варшава
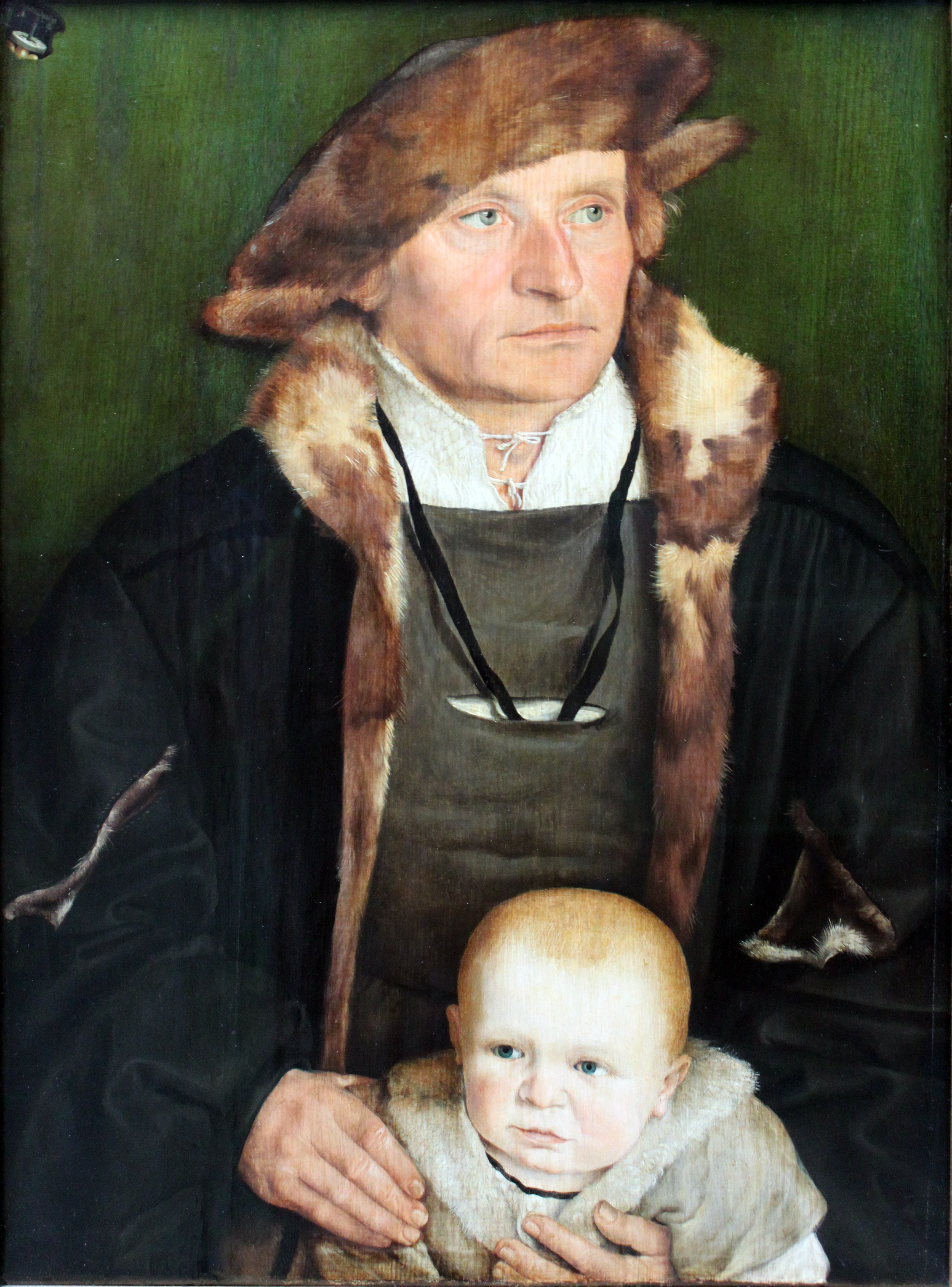
Портрет Урмиллера с сыном. 1525. Дерево, темпера, масло. Штеделевский художественный институт, Франкфурт-на-Майне
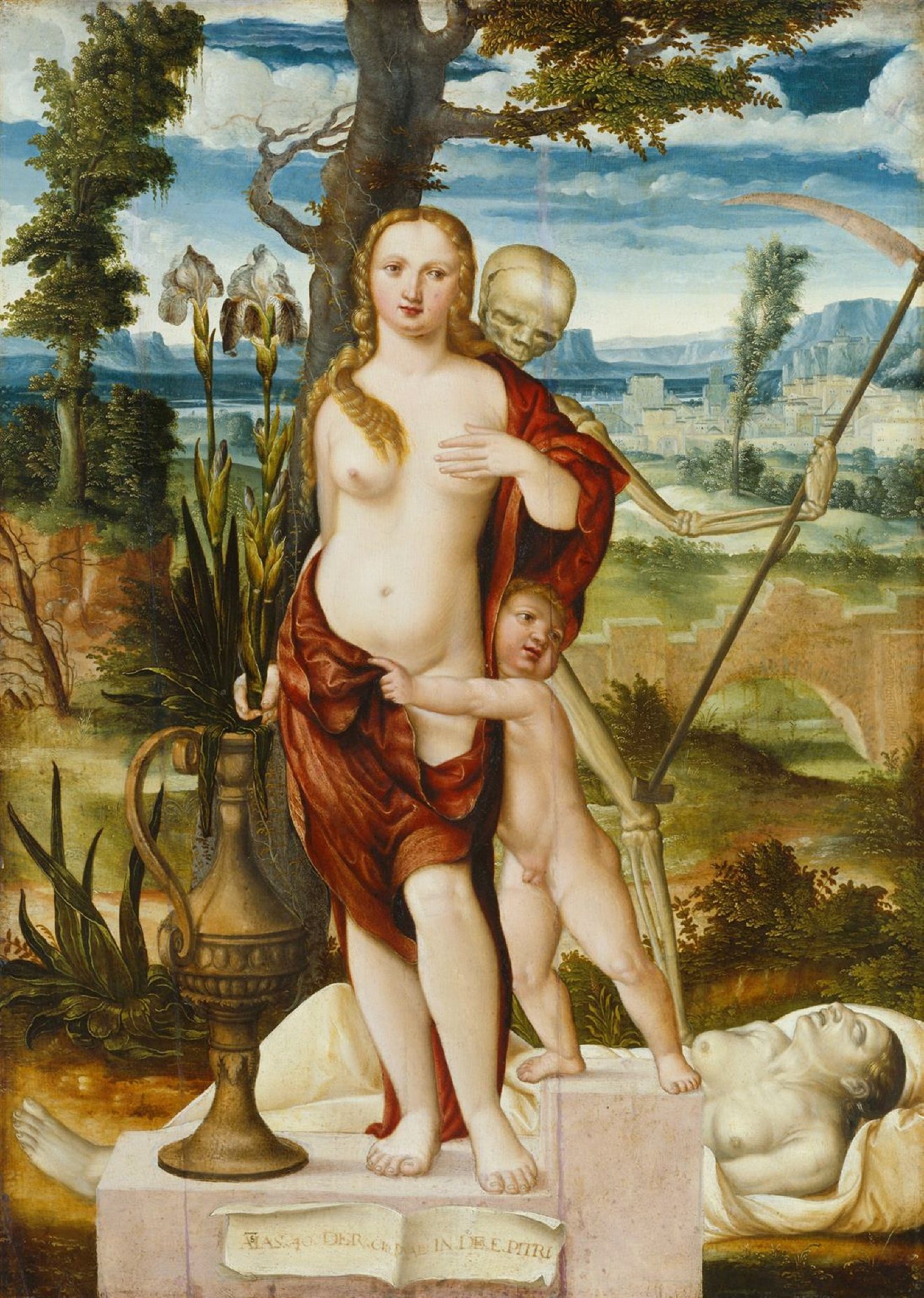
Vanitas (Бренность). 1540. Дерево, масло. Кунстхалле, Гамбург
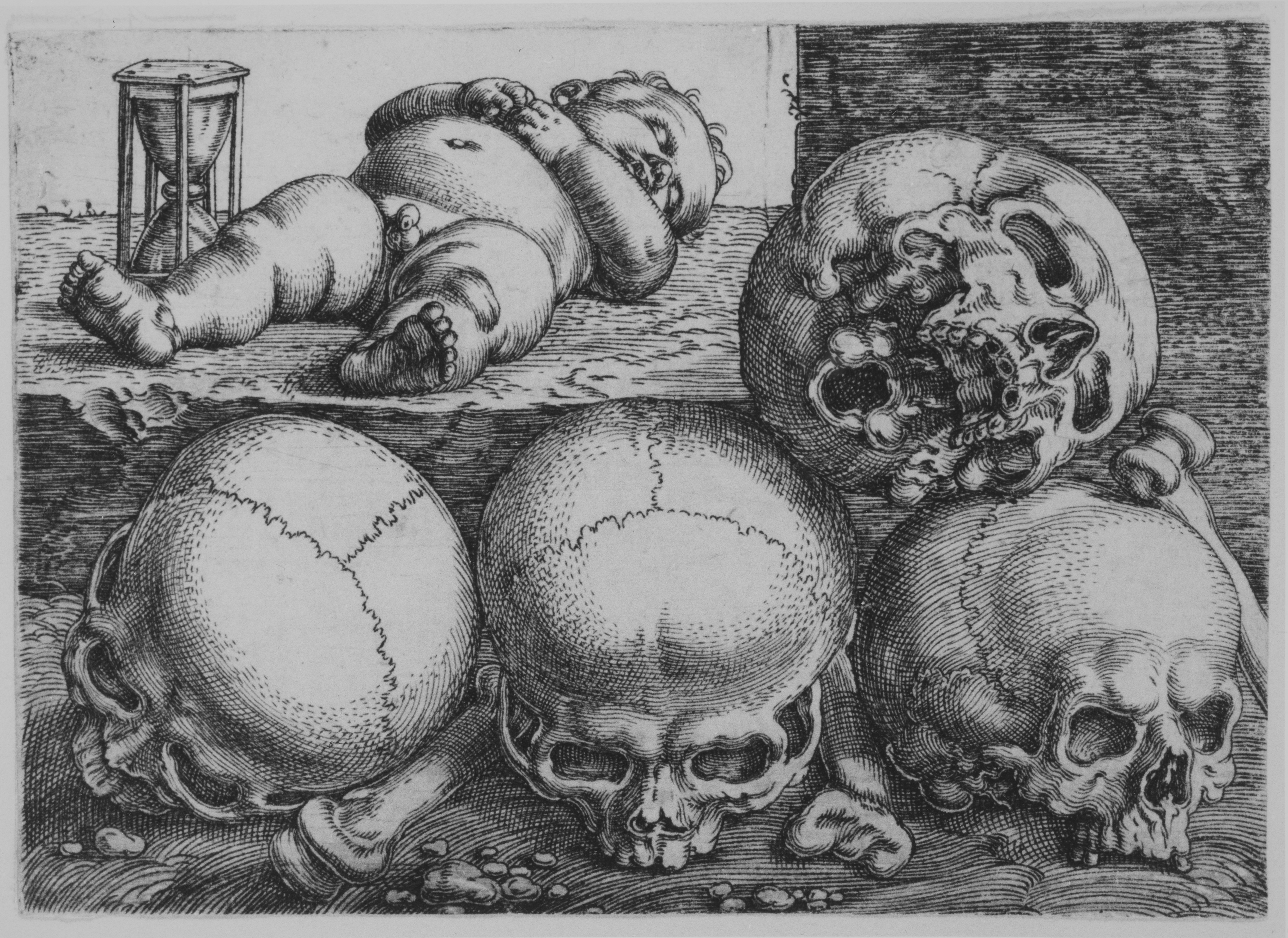
Мёртвый младенец с четырьмя черепами. Гравюра резцом на меди